# 노먼 체이니
노먼 마이어스 체이니(영어: Norman Myers Chaney, 1914년 10월 18일 ~ 1936년 5월 29일)는 미국의 영화 배우이다.

## 몸무게
1929년부터 1931년까지 단편 코미디 영화 《아워 갱》 시리즈에서 19편에 걸쳐 출연했으며 "처비"(Chubby)라는 별칭으로 부르기도 했다. 첫 출연 당시에 그의 신장은 키 119cm, 몸무게 51kg이었으나 영화 촬영을 위해 몸무게를 늘리다 보니 1931년에는 몸무게가 140kg으로 급증했다.
1935년에는 비만으로 인한 합병증으로 인해 볼티모어에 위치한 존스 홉킨스 병원에 입원하면서 몸무게를 64kg으로 줄였지만 건강 상태는 점점 악화되었고 1936년 5월 29일에 심근염으로 인해 사망했다. 사망 당시에 그의 몸무게는 50kg에 달했다.